# حساسیت طیفی

حساسیت‌های طیفی (طیف‌های پاسخ‌دهی بهنجارشده) یاخته‌های مخروطی انسان، انواع S, M، و L

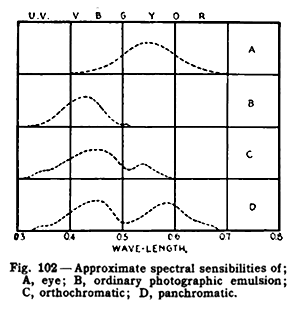
طرح ۱۹۱۶ «حس‌پذیری‌های طیفی». نویسنده همچنین از اصطلاح نوین‌تر «حساسیت طیفی» در همان کتاب استفاده می‌کند.

حساسیت طیفی بازدهی نسبی آشکارش (به انگلیسی: detection)، از نور یا سیگنال‌های دیگر، به‌عنوان تابعی از فرکانس یا طول‌موج سیگنال است.
در علوم اعصاب بینایی، از حساسیت طیفی برای توصیف ویژگی‌های مختلف رنگ‌دانه‌های نوری در یاخته‌های استوانه‌ای و یاخته‌های مخروطی در شبکیه چشم استفاده می‌شود. مشخص‌شده‌است که یاخته‌های میله‌ای برای شب‌بینی و یاخته‌های مخروطی برای روزبینی مناسب‌تر هستند و از نظر حساسیت به طول‌موج‌های مختلف نور متفاوت هستند. مشخص‌شده‌است که بیشینه حساسیت طیفی چشم انسان در شرایط نور روز در طول‌موج ۵۵۵ nm است، درحالی که در شب اوج آن به ۵۰۷ نانومتر تغییر می‌کند.
در عکاسی، فیلم و حسگرها اغلب از نظر حساسیت طیفی توصیف می‌شوند تا منحنی‌های مشخصه‌شان را که پاسخ‌دهی آنها را توصیف می‌کند تکمیل کنند. پایگاه‌داده‌ای از حساسیت طیفی دوربین ایجاد شده و فضای آن مورد تجزیه و تحلیل قرار می‌گیرد. برای فیلم‌های پرتو-ایکس، حساسیت طیفی به‌جای ارتباط با بینایی انسان، متناسب با فسفرهایی انتخاب می‌شود که به پرتو-ایکس پاسخ می‌دهند.
در سامانه‌های حسگر، که در آن خروجی به آسانی کمٌی می‌شود، پاسخ‌دهی را می‌توان افزایش داد تا وابسته به طول‌موج باشد و حساسیت طیفی را در خود جای دهد. هنگامی که سامانه حسگر خطی است، حساسیت طیفی و پاسخ‌دهی طیفی آن هر دو می‌توانند با توابع پایه مشابه تجزیه شوند. هنگامی که پاسخ‌دهی یک سامانه یک تابع غیرخطی یکنواخت ثابت باشد، می‌توان آن غیرخطی را تخمین‌زد و تصحیح‌کرد تا حساسیت طیفی از داده‌های ورودی-خروجی طیفی از طریق روش‌های خطی استاندارد تعیین شود.
پاسخ‌های یاخته‌های استوانه‌ای و مخروطی شبکیه، با این حال، یک پاسخ غیرخطی (تزویج‌شده) بسیار وابسته به زمینه دارند که تجزیه و تحلیل حساسیت‌های طیفی آنها را از داده‌های تجربی پیچیده می‌کند. با وجود این پیچیدگی‌ها، تبدیل طیف‌های انرژی نور به محرک مؤثر، تحریک رنگدانه نوری، کاملاً خطی است و توصیف‌های خطی مانند حساسیت طیفی در توصیف بسیاری از ویژگی‌های دید رنگ بسیار مفید هستند.
حساسیت طیفی گاهی اوقات به عنوان یک بازده کوانتومی بیان می‌شود، یعنی به عنوان احتمال دریافت یک واکنش کوانتومی، مانند یک الکترون گرفته‌شده، به یک کوانتوم نور، به‌صورت تابعی از طول‌موج. در زمینه‌های دیگر، حساسیت طیفی به‌عنوان پاسخ نسبی بر انرژی نور بیان می‌شود، نه به‌ازای هر کوانتوم، که به مقدار قله ۱ بهنجار می‌شود، و یک بازده کوانتومی برای واسنجیدن (به انگلیسی: calibrate) حساسیت در آن طول‌موج اوج استفاده می‌شود. در برخی کاربردهای خطی، حساسیت طیفی ممکن است به عنوان یک پاسخ‌دهی طیفی، با واحدهایی مانند آمپر بر وات بیان شود.